# David Clarinval
David Charles Ghislain André Clarinval (Dinant, 10 januari 1976) is een Belgisch liberaal politicus voor de MR. Hij is in de regering-De Wever vicepremier en minister van werk, economie en landbouw.

## Levensloop
Na zijn lagere school in Graide-Station en zijn middelbare studies in het Institut Saint Joseph in Carlsbourg, studeerde Clarinval aan de UCL en promoveerde er in 1999 tot licentiaat in de economische, sociale en politieke wetenschappen. Zijn licentiaatsverhandeling ging over het concept van Waalse identiteit.
Van 1999 tot 2004 was David Clarinval parlementair medewerker voor de PRL- en daarna de MR-fractie in het Waals Parlement. Sinds 2005 is hij medebestuurder van het familiebedrijf Clarinval Constructions, actief in de metaalconstructie.
Sinds januari 2001 is hij gemeenteraadslid en burgemeester in Bièvre. Hij was bij zijn aantreden de jongste burgemeester van het land. Hij had een lijst ingediend in concurrentie met de lijst van zijn oom, burgemeester Jean Clarinval. Die haalde zes zetels en de lijst van David vier. Hij ging een coalitie aan met de lijst Espoir, die drie zetels had behaald, en verwees hiermee zijn oom naar de oppositie. De oom voerde aanvankelijk een stevige oppositie, maar na enkele maanden nam hij ontslag. 
Zowel bij de lokale verkiezingen van 2006 als bij die van 2012 behaalde zijn lijst een absolute meerderheid in de gemeenteraad. Bij de verkiezingen van 2018 en die van 2024 had Clarinval geen concurrentie van andere lijsten en bemachtigde zijn lijst alle zetels in de gemeenteraad. Sinds hij in november 2019 federaal minister werd, is David Clarinval titelvoerend burgemeester van de gemeente.
In 2006 werd hij verkozen tot provincieraadslid voor het district Dinant-Beauraing-Gedinne. In december 2007 nam hij ontslag, nadat hij als opvolger zitting nam in de volksvertegenwoordiger. Hij had aan de federale verkiezingen van juni dat jaar deelgenomen als plaatsvervangend kandidaat op de MR-lijst en kwam in het parlement toen de verkozen Sabine Laruelle toetrad tot de regering-Verhofstadt III.
Bij de federale verkiezingen van juni 2010 stond hij op de tweede plaats van de MR-lijst in de kieskring Namen en werd herkozen in de Kamer. Bij de federale verkiezingen van mei 2014 was hij lijsttrekker van de MR-lijst van deze kieskring en hij kon zijn mandaat van Kamerlid opnieuw verlengen. Ook in mei 2019 werd hij herkozen in de Kamer van volksvertegenwoordigers. Van juli 2017 tot oktober 2019 was hij MR-fractieleider in de Kamer. In maart 2020 verliet hij de Kamer toen hij minister werd in de regering-Wilmès II.
Op 27 oktober 2019 volgde hij Sophie Wilmès op als minister van Begroting, Ambtenarenzaken en Wetenschapsbeleid, nadat zij premier werd in de regering van lopende zaken. Op 30 november 2019 werd hij eveneens vicepremier in opvolging van Didier Reynders, die de regering verliet om Europees Commissaris te worden. In de regering-De Croo, die op 1 oktober 2020 de eed aflegde, werd hij minister van Middenstand, Zelfstandigen, KMO's, Landbouw en Institutionele Hervormingen. Deze laatste bevoegdheid deelt hij met Annelies Verlinden (CD&V). Op 22 april 2022 werd Clarinval tevens belast met het beheer van de bevoegdheid Buitenlandse Handel, nadat de bevoegde minister, zijn partijgenote en voormalig premier Sophie Wilmès, wegens familiale redenen haar taken in de regering tijdelijk had neergelegd. Clarinval nam tevens haar verplichtingen als vicepremier waar. Op 15 juli 2022 nam Wilmès definitief ontslag uit de regering en behield Clarinval de functie van vicepremier. De bevoegdheid Buitenlandse Handel werd overgenomen door Hadja Lahbib.
In juni 2024 werd Clarinval als lijsttrekker van de MR-lijst in Namen opnieuw verkozen in de Kamer. Hij zetelde er tot aan de installatie van de regering-De Wever in februari  2025. Hij werd hierin opnieuw federaal vicepremier voor zijn partij, alsook minister van Werk, Economie en Landbouw.
Toen David Clarinval in februari van 2025 de eed aflegde, was het al meer dan honderd jaar geleden dat de minister van Werk een liberaal was. Ernest Mahaim hield het in 1921 geen twee maanden uit in die functie.
Ook is hij sinds november 2014 voorzitter van de MR-federatie van de provincie Namen.

## Eretekens
- Ridder in de Leopoldsorde